# Nathalis iole
Nathalis iole (Boisduval, 1836), è un lepidottero appartenente alla famiglia Pieridae, diffuso in America settentrionale e centrale.

## Descrizione

### Adulto
È il più piccolo Pieride nordamericano. Può ricordare Eurema daira, che in parte sovrappone il proprio areale con quello di questa specie, ma le dimensioni sono più ridotte e la colorazione della pagina inferiore dell'ala è differente. Un'altra specie simile è Eurema lisa, ma anch'essa ha dimensioni maggiori, e manca delle zone scure presenti in Nathalis iole sulla pagina inferiore.

L'ala anteriore ha una colorazione gialla abbastanza intensa sulla pagina superiore, con l'apice bordato di marrone scuro tendente al nero. Pure il tornus ed il margine posteriore dell'ala sono bordati di nero per tutta la lunghezza. La forma allungata dell'ala anteriore rappresenta un carattere distintivo della specie e del genere.

L'ala posteriore è pure gialla sulla superficie superiore, con una marcata banca scura lungo il margine anteriore. Le venature sono via via sempre più rimarcate da scaglie nerastre, man mano che si avvicinano al tornus e comunque all'angolo anale. Nei maschi è visibile l'organo androconiale, sotto forma di una marcata macchia arancione ovoidale, che dopo il decesso, negli individui preparati tende a virare verso il giallastro.

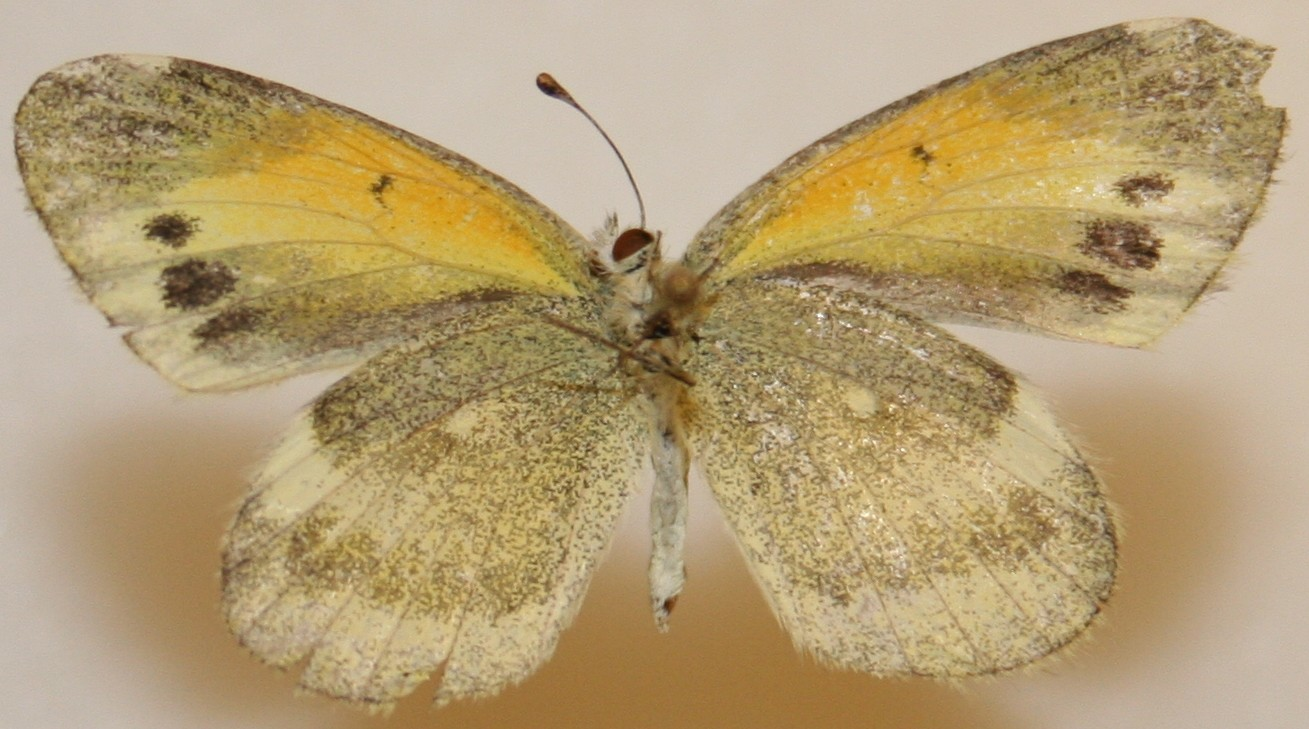
Esemplare preparato di Nathalis iole nella tipica colorazione estiva della pagina inferiore

La pagina inferiore di entrambe le ali dipende dalla stagione: in estate la colorazione di fondo è bianco-giallastra, con tonalità abbastanza spente, un po' più vivaci nell'ala anteriore; in inverno, al contrario, la campitura è tra il grigiastro ed il verde pallido, alquanto uniforme. Le aree che sulla pagina superiore sono nere o molto scure, qui appaiono grigiastre e tenui, e sono visibili tre macchie nerastre submarginali, di forma e grandezza diseguali.

Le antenne sono clavate, non molto lunghe (circa un terzo del margine costale).

Il torace e l'addome sono brunastri.

L'apertura alare è compresa tra 22 e 30 mm.

### Uovo
Le femmine depongono singole uova color giallo limone o giallo arancio, sulle giovani foglie o in prossimità dei meristemi della pianta ospite. Le uova si schiudono entro 4-7 giorni.

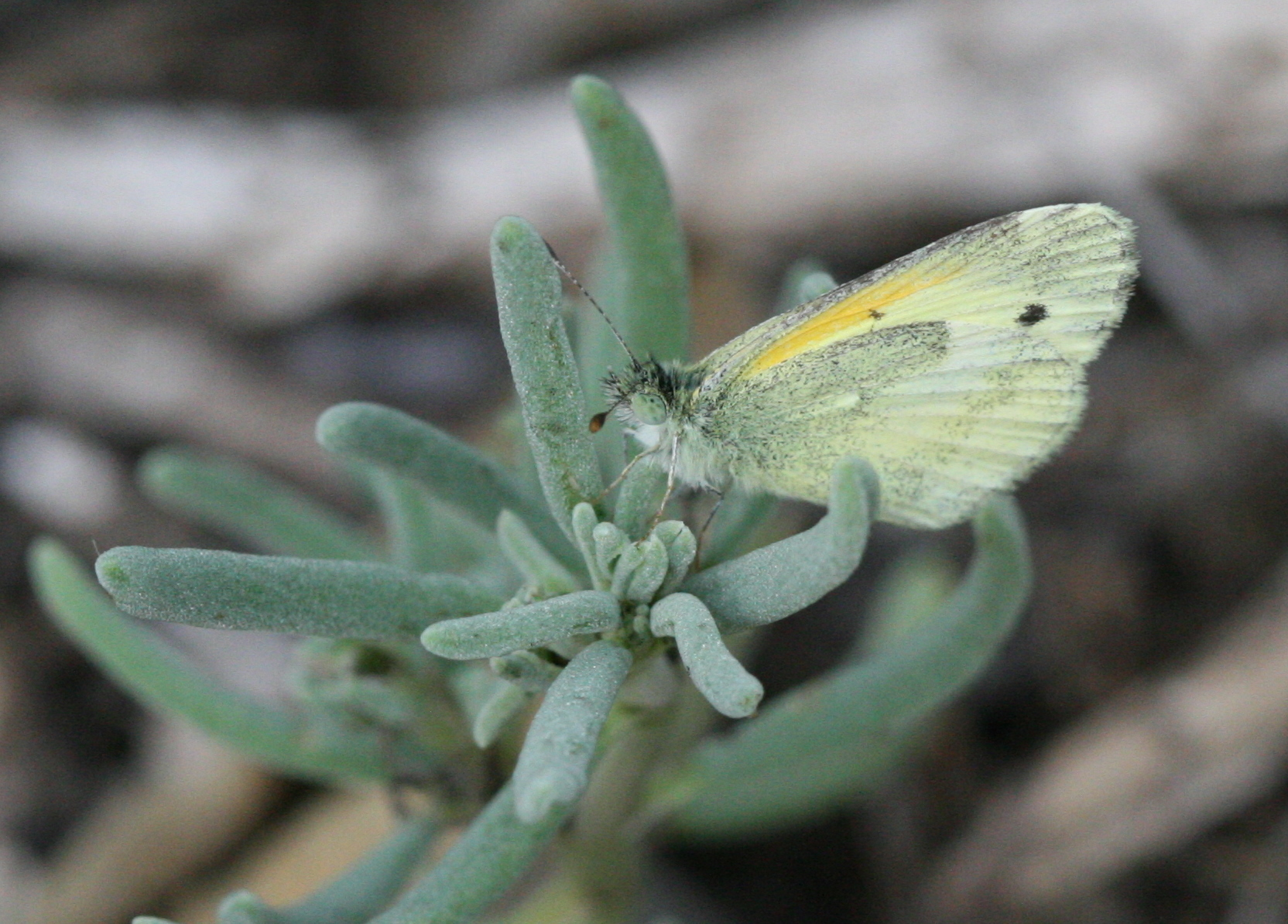
Nathalis iole durante l'estate

### Larva
Il bruco dotato di peli irsuti, è abbastanza variabile nella colorazione: di regola appare verde scuro e abbastanza esile, ma può presentare brillanti striature dorsali, di una tonalità compresa tra il rosa scuro e il porpora. Si possono osservano due protuberanze rosse o rosa scuro in prossimità del capo.

### Pupa

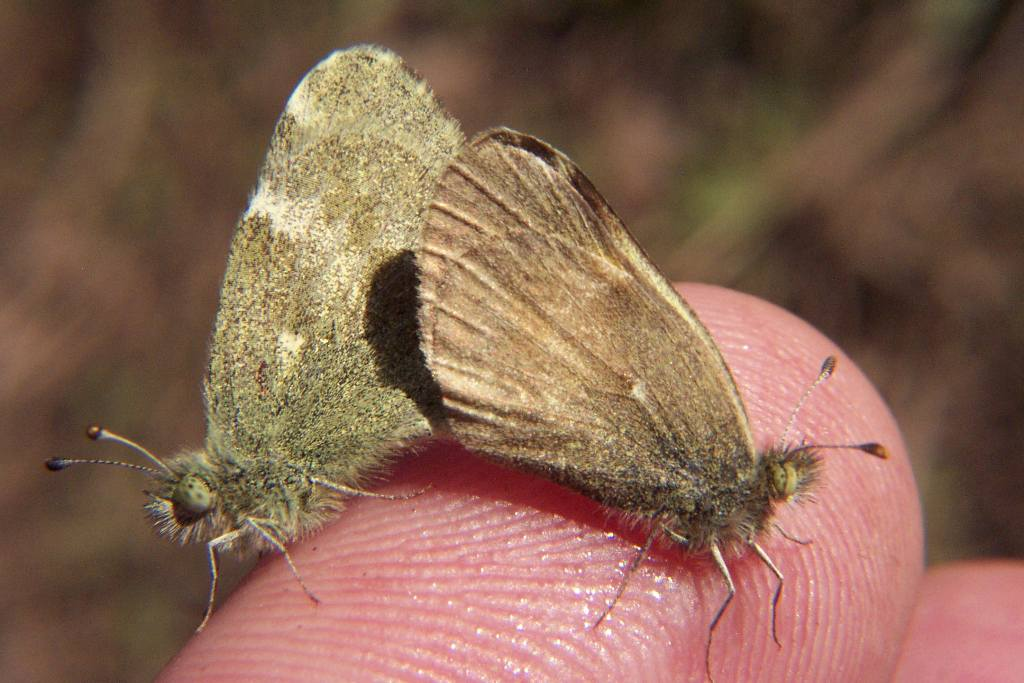
Fase di accoppiamento

La crisalide è verde o giallastra, e rivestita di macchie puntiformi biancastre o bianco-giallastre. È assente in questa specie il processo cefalico tipico della maggior parte delle Pieridae.

## Distribuzione e habitat
L'areale di questa specie è principalmente neartico e solo in parte neotropicale estendendosi dal Canada meridionale (Manitoba, Saskatchewan), agli Stati Uniti, fino al Messico (locus typicus), alla Colombia, alle Bahamas, a Cuba, Hispaniola e la Giamaica.

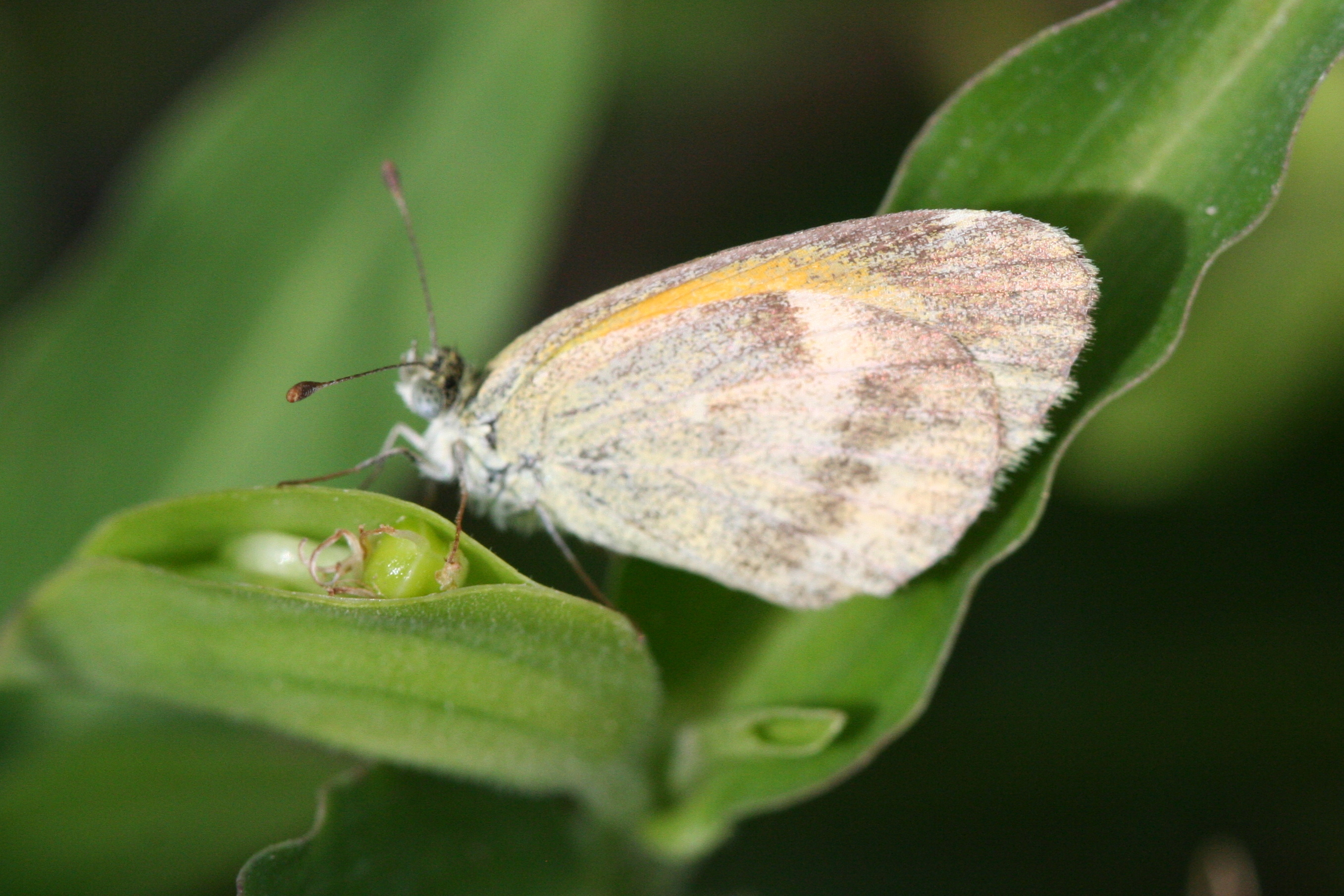
Ancora il lepidottero in estate

L'habitat è rappresentato da zone aperte, pianori, margini delle strade e zone boschive anche in prossimità delle coste.

## Biologia
Durante l'accoppiamento il maschio vola pochi centimetri al di sopra del terreno in cerca di una femmina; una volta incontrata una possibile partner, in caso di rifiuto, il maschio di solito inizia una fase di corteggiamento durante la quale tende a mostrare alla femmina le bande nere dorsali e le macchie androconiali, nel tentativo di farle cambiare idea e convincerla all'accoppiamento.

Al termine della stragione calda, la specie migra verso sud al fine di superare l'inverno, essendo incapace di tollerare un clima troppo rigido. Quando il fotoperiodo inizia ad accorciarsi, la specie sviluppa un fenotipo melanico, nel quale il numero di scaglie scure è tre volte superiore al normale; questo fenomeno permette all'animale di assorbire meglio i raggi del sole, scaldandosi con più facilità.

Il comportamento migratorio è molto accentuato, essendo possibile, negli Stati Uniti d'America, osservarne grandi sciami che si dirigono verso nord.

### Periodo di volo

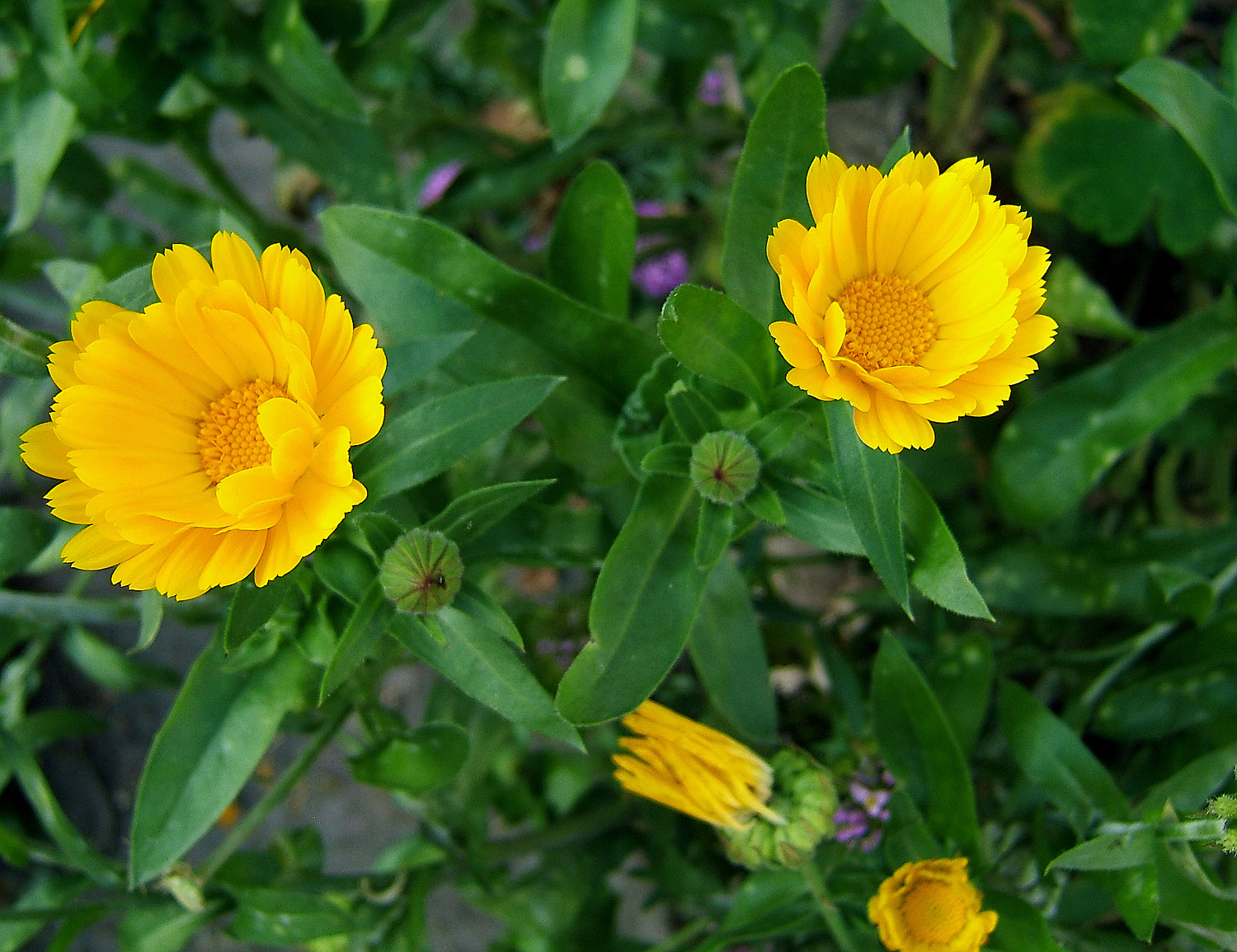
Calendula officinalis

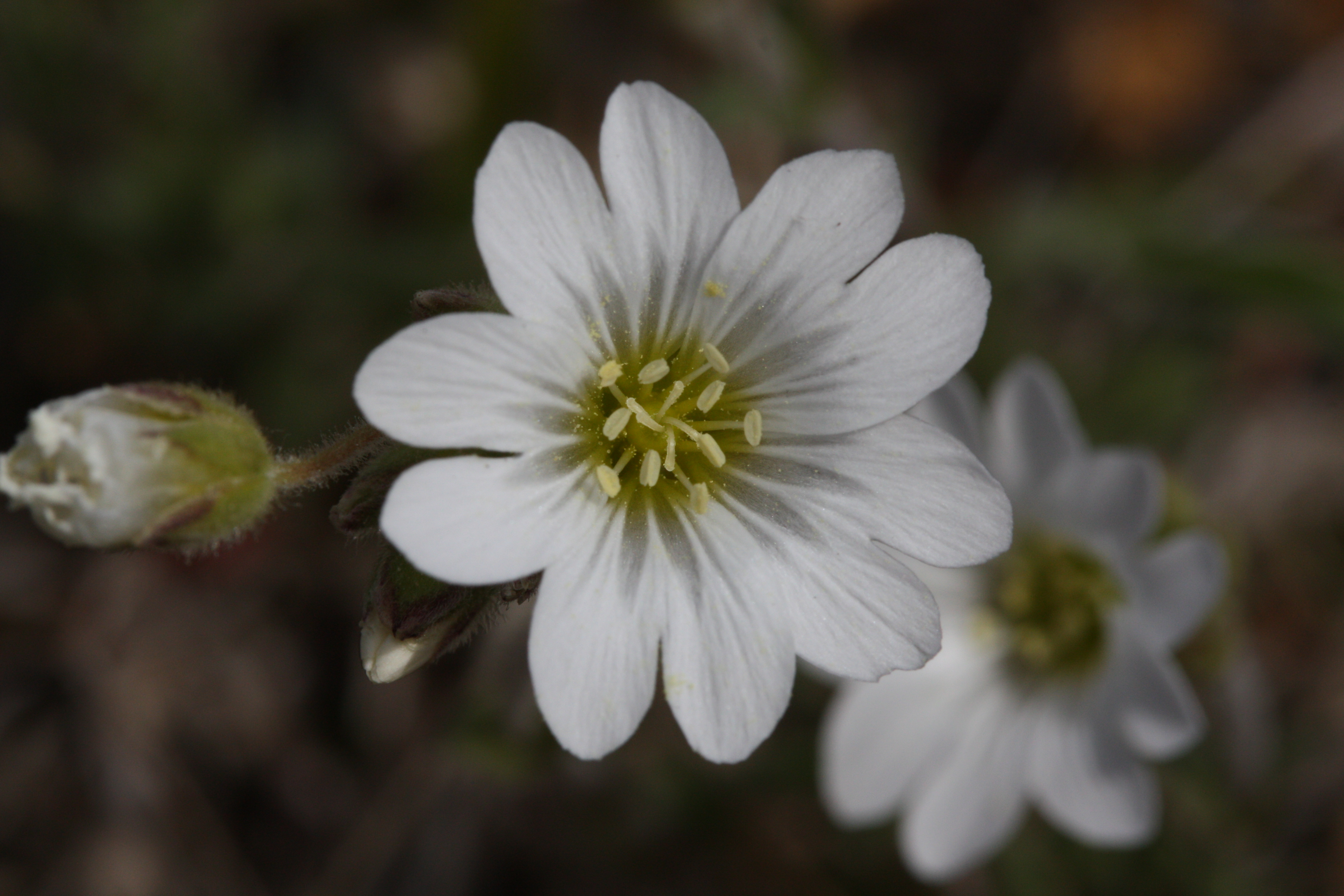
Cerastium arvense

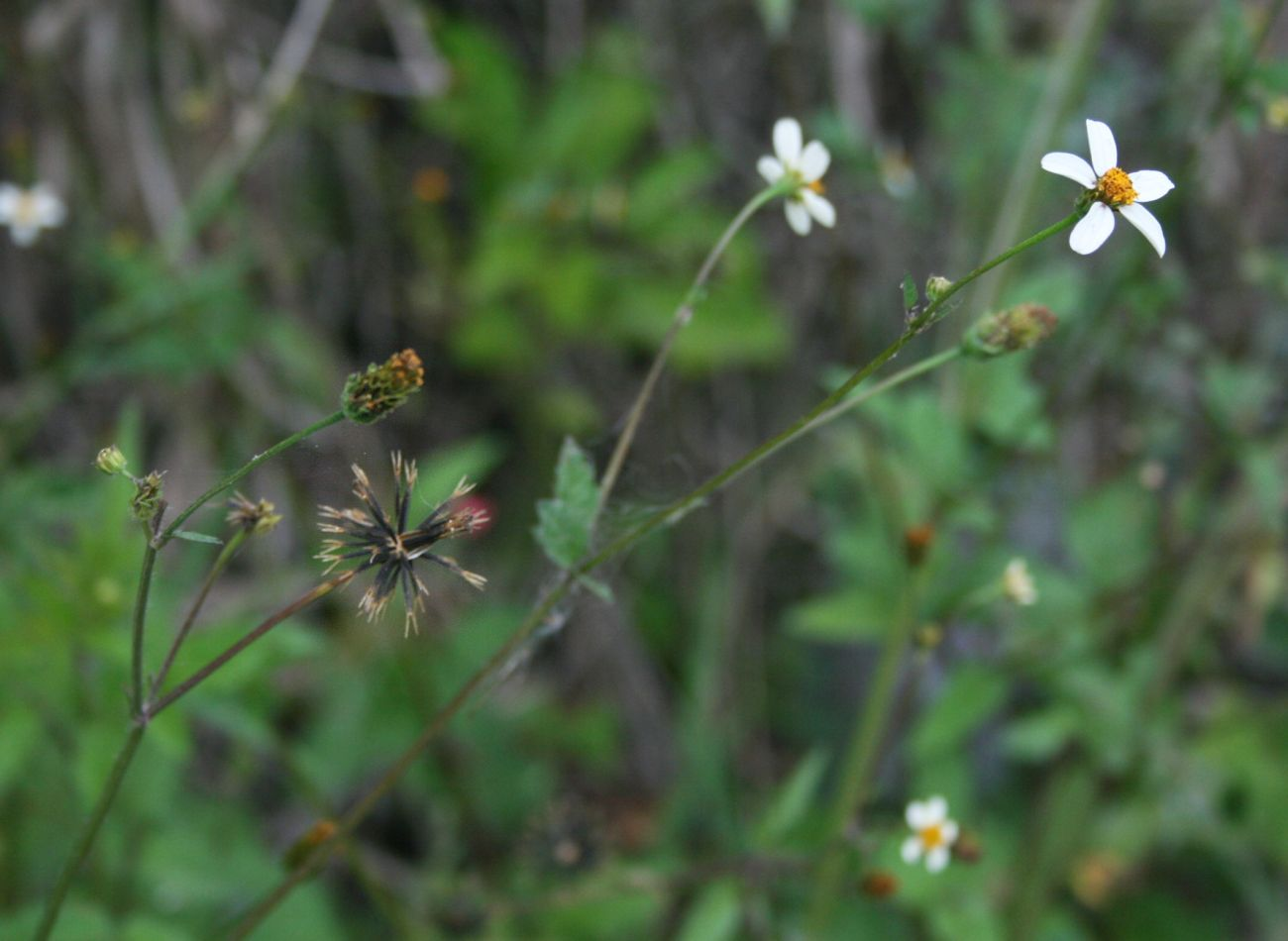
Bidens pilosa

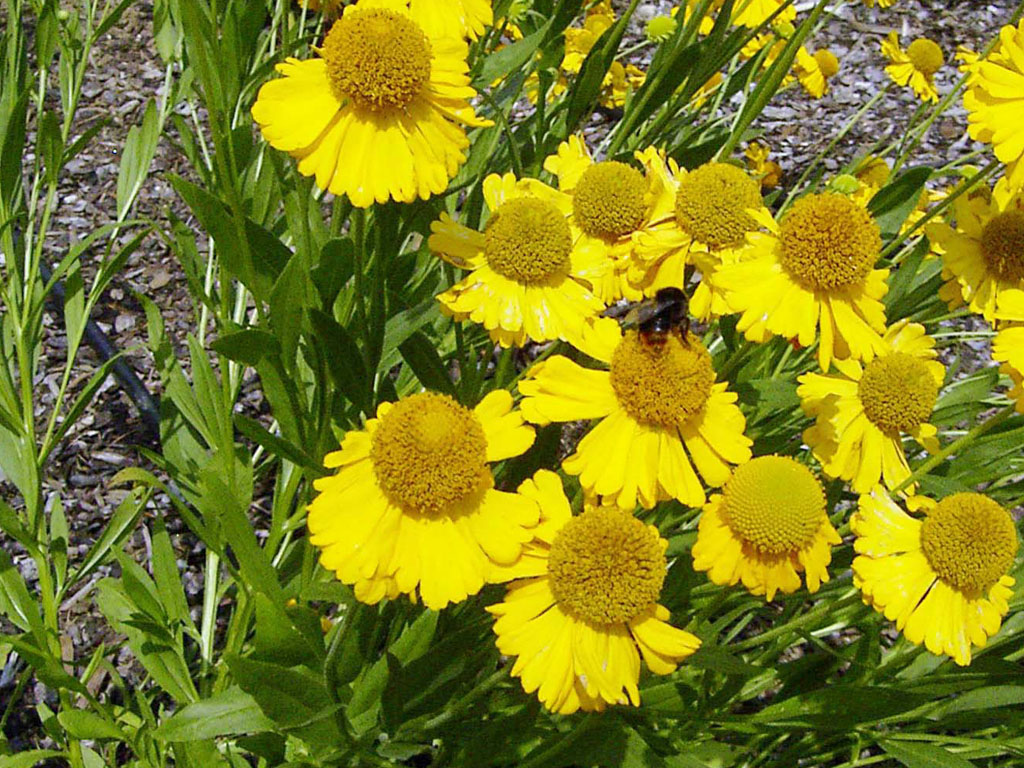
Helenium autumnale

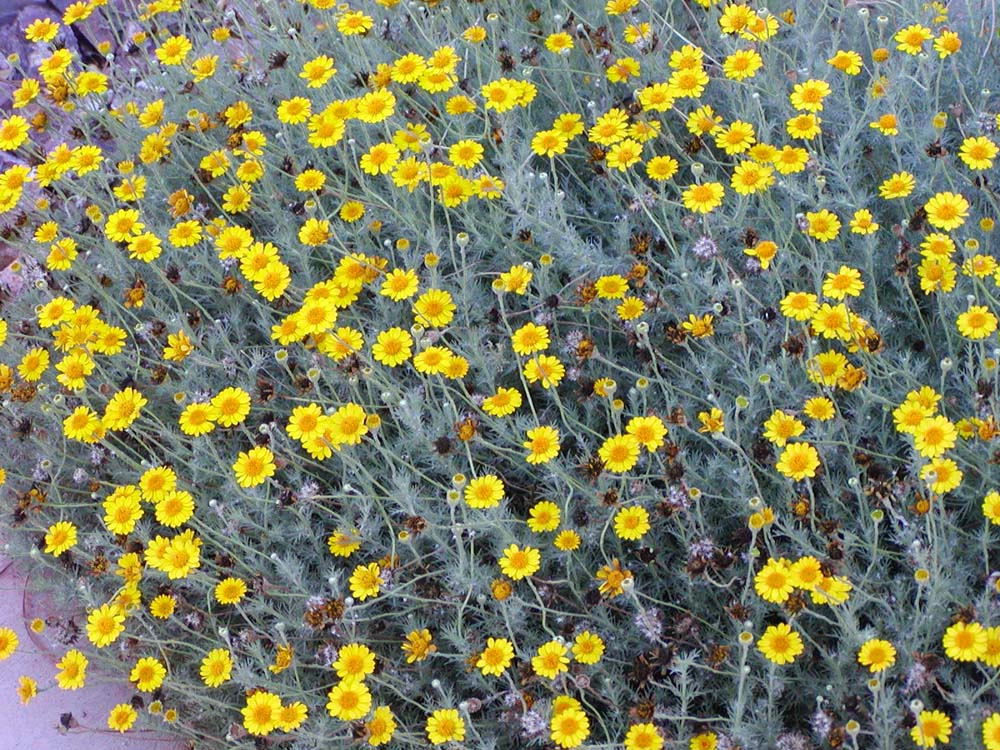
Thymophylla pentachaeta

La specie è normalmente multivoltina, soprattutto nella fascia più meridionale del proprio areale.

### Alimentazione
Gli adulti si alimentano suggendo il nettare da fiori di generi come Calendula L. (fam. Asteraceae) e Cerastium L. (fam. Caryophyllaceae).
I bruchi si accrescono invece sulle foglie delle seguenti specie:
- Bidens pilosa S.F.Blake (Asteraceae)
- Helenium autumnale L. (Asteraceae)
- Stellaria media (Caryophyllaceae)
- Tagetes sp. (fam. Asteraceae)
- Thelesperma sp. (Asteraceae)
- Thymophylla sp. Lag. (Asteraceae)

## Tassonomia
La forma allungata dell'ala, nonché altre caratteristiche morfologiche, fanno ritenere ad alcuni autori che questo lepidottero dovrebbe essere inserito in una tribù o addirittura una sottofamiglia distinta dal resto delle Pieridae.

### Sottospecie
Non sono state descritte sottospecie.

### Sinonimi
Sono stati descritti tre sinonimi:
- Nathalis felicia Poey, 1852 (= Dyar, 1903) - Bull. U.S. natn. Mus., 52: 6 - Locus typicus: Cuba
- Nathalis irene Fitch, 1857 - Locus typicus: Oklahoma
- Nathalis luteolus Reakirt, 1863 - Proc. ent. Soc. Philad. 2 (3): 350 - Locus typicus: Honduras